# Caerphilly Castle
Caerphilly Castle (walisisch: Castell Caerffili) ist eine Burgruine in Wales. Die als Kulturdenkmal der Kategorie Grade I klassifizierte und als Scheduled Monument geschützte Ruine gilt mit einer Grundfläche von 1,2 ha nach Windsor Castle als die zweitgrößte Burg in Großbritannien, das Gelände der Burg umfasst mit den umgebenden Wasserflächen über 12 ha. Die von großen, künstlich angelegten Wasserflächen umgebene Burg ist die erste Burg in Großbritannien, die als vollkonzentrische Burg mit zwei Ringmauern geplant und erbaut wurde. Zum Zeitpunkt ihrer Erbauung war sie ein revolutionäres Meisterstück der Militärarchitektur und diente als Vorbild für die Burgen von König Eduard I. in Nordwales.

## Lage
Die Burg liegt im Übergangsgebiet zwischen dem Tiefland an der Küste von Südostwales und dem Bergland von Mittelwales. Sie wurde nördlich des Caerphilly Mountain in einem von Hügeln und Bergen umgebenen, von zwei Bächen durchflossenen Talkessel erbaut. Die beiden ostwärts fließenden Bäche bilden den Porset Brook, einen Nebenfluss des Rhymney River. Die Burg lag strategisch günstig an der Straße von Cardiff in das Bergland von Senghynnedd, nach Osten war über einen Pass Newport leicht erreichbar, während ein weiterer Bergpass ins Tal des River Taff im Westen führte. Heute liegt die Burg inmitten der Industriestadt Caerphilly.

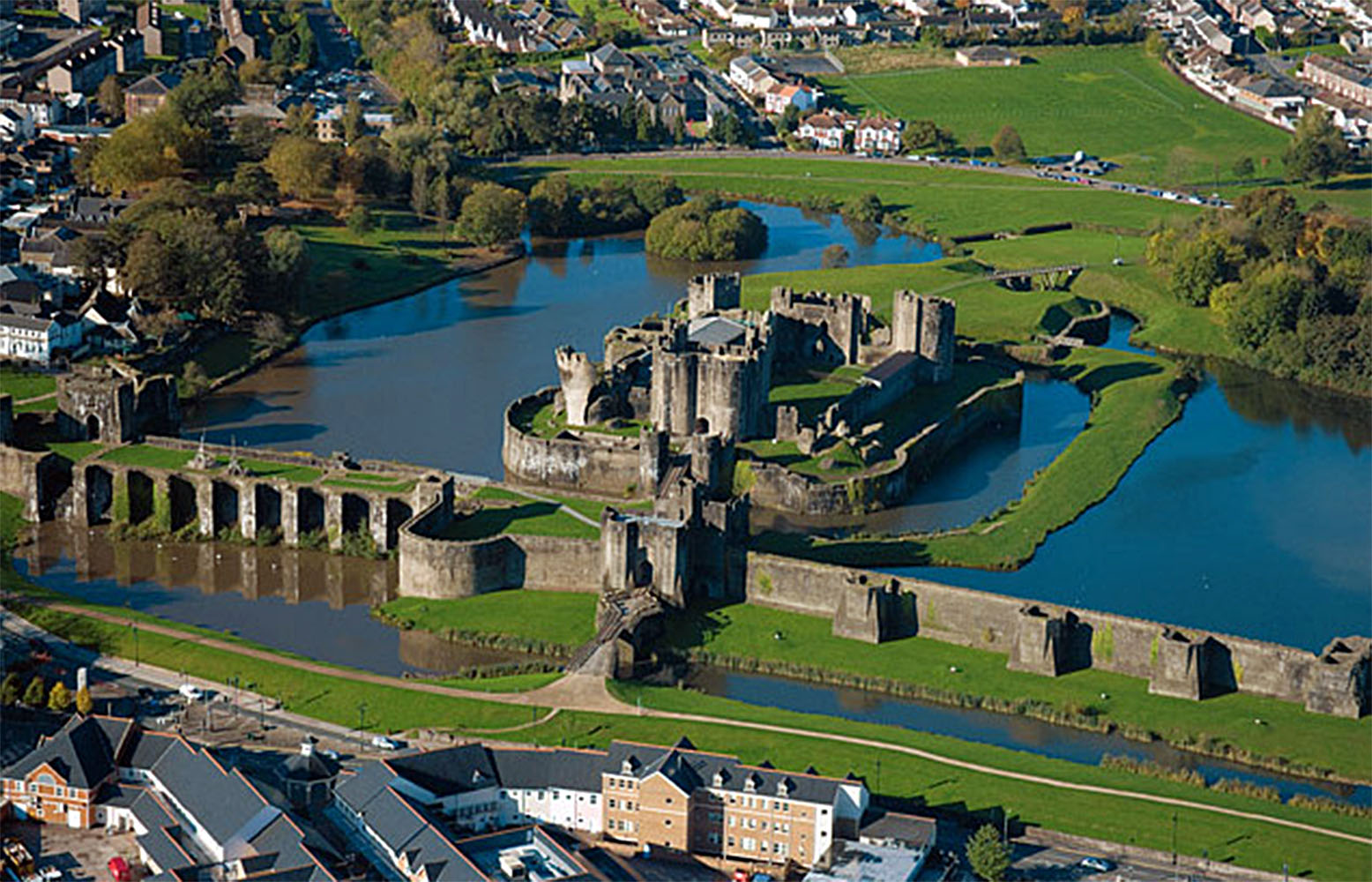
Luftaufnahme der Anlage

## Geschichte

### Bollwerk von Gilbert de Clare im 13. Jahrhundert
Im Gegensatz zum bereits gegen Ende des 11. Jahrhunderts von den Normannen eroberten südostwalisischen Tiefland blieb das nördlich gelegene Bergland von Glamorgan bis in das 13. Jahrhundert unter walisischer Herrschaft. Zum Schutz seiner Herrschaft Cardiff hatte Richard de Clare, Earl of Gloucester und Lord of Glamorgan 1246 an der Grenze zum walisischen Senghenydd mit dem Bau der Burg Morgraig Castle begonnen. Während des Konflikts der englischen Barone unter Simon de Montfort mit König Heinrich III. hatte Llywelyn ap Gruffydd, der walisische Fürst von Gwynedd, seine Macht nach Südostwales ausgedehnt und 1262 Brecon erobert. Am 29. Oktober 1265 übertrug Heinrich III. die Ansprüche auf Brecon jedoch an Gilbert de Clare, den jungen Sohn und Erben von Richard de Clare, der im November 1266 auch Lord of Glamorgan wurde. Zur Abwehr der Expansionsbestrebungen von Llywelyn ap Gruffydd besetzte de Clare noch 1266 Gwynllŵg, das Territorium des walisischen Lords Maredudd ap Gruffudd. Im Januar 1267 besetzte er den Süden von Senghenydd, nahm dessen walisischen Lord Gruffydd ap Rhys gefangen und kerkerte ihn in seiner irischen Burg Kilkenny ein. Zur Sicherung seiner Eroberungen errichtete de Clare nördlich von Cardiff das kleine Castell Coch. Im September 1267 wurde Llywelyn ap Gruffydd im Vertrag von Montgomery vom englischen König als Fürst von Wales anerkannt. Zwar hatte er dem Vertrag nach keine Ansprüche auf Glamorgan, doch betrachtete er sich als Fürst von Wales dennoch auch als Schutzherr der walisischen Lords in Glamorgan, deren Territorien de Clare gerade besetzt hatte. Llywelyn wandte sich deshalb im Herbst 1267 an den König und beklagte sich über die Gefangennahme seines Lehnsmannes Gruffudd ap Rhys durch de Clare. Der König verwies die Klage am 1. Januar 1268 an das königliche Gericht, und im März 1268 sollte Kronprinz Eduard vermitteln. Die Streitigkeiten in Glamorgan weiteten sich jedoch zu offenen Kämpfen aus und am 11. April 1268 begann de Clare mit dem Bau von Caerphilly Castle.
1269 verhandelte Kronprinz Eduard erneut mit Llywelyn in Montgomery und erkannte Llywelyns Ansprüche als Oberhaupt der walisischen Lords von Glamorgan an. De Clare weigerte sich jedoch, dies anzuerkennen. Da der Kronprinz im August 1270 zu seinem Kreuzzug nach Palästina aufgebrochen war, schlug der König vor, den Streit zwischen Llywelyn und de Clare vom Parlament entscheiden zu lassen, das im Oktober 1270 zusammen treten sollte. Die Situation spitzte sich jedoch weiter zu und im Oktober 1270 fiel Llywelyn mit seinem Heer in Glamorgan ein und eroberte und zerstörte am 13. Oktober das im Bau befindliche Caerphilly Castle. Der König wollte dennoch den Konflikt weiter auf dem Verhandlungsweg lösen. Am 11. April 1271 befasste sich eine Kommission, angeführt von den Bischöfen Godfrey Giffard von Worcester und Roger de Meuland von Coventry und Lichfield mit der Klage Llywelyns. De Clare nahm jedoch im Juni 1271 den Bau von Caerphilly Castle wieder auf, und der weitere Ausbau erfolgte so rasch, dass die Burg im Oktober einen weiteren Angriff Llywelyns widerstand. Llywelyn begann mit einer erneuten Belagerung der Burg, doch der König setzte für Februar 1272 neue Verhandlungen an und stellte die Burg unter königliche Verwaltung, worauf Llywelyn am 2. November 1271 einen Waffenstillstand schloss, die Belagerung aufhob und die Burg den Bischöfen übergab. Im Februar 1272 ließ de Clare die Burg jedoch von seinen Truppen besetzen, die die Garnison der Bischöfe überrumpelten. Der König konnte sich bis zu seinem Tod im Oktober 1272 nicht mehr gegen seinen mächtigsten Vasallen durchsetzen. Da der Thronfolger sich noch in Palästina befand, übernahm de Clare zusammen mit zwei weiteren Adligen die Regentschaft in England. Llywelyn wurde zudem in Konflikte im mittleren Wales verwickelt, so dass de Clare den Bau von Caerphilly Castle vollenden konnte.

### Bedeutungsverlust nach der Eroberung von Wales
Um 1280 war der Bau der Burg vollendet, doch in den Kriegen Eduards I. gegen Llyweln 1277 und 1282 spielte die Burg im Südosten von Wales keine Rolle. Nach dem Tod von Llywelyn 1282 und der Eroberung von Gwynedd 1283 verlor die Burg ihre Bedeutung. Während des walisischen Aufstands von 1294 wurde die Siedlung Caerphilly von den Rebellen unter Morgan ap Maredudd niedergebrannt, doch die Burg hielt den Angriffen stand. Während der Revolte nach dem Tod von Gilbert de Clare, 7. Earl of Gloucester 1314 wurde die Burg nicht angegriffen, doch während des Aufstandes von Llywelyn Bren war sie das erste Ziel der Rebellen. Am 28. Januar 1316 griffen sie überraschend die Burg an und konnten den Constable William de Berkerolles, der außerhalb der Burg Gericht hielt, mit mehreren seiner Gefolgsleute gefangen nehmen. Der schwachen englischen Besatzung gelang es jedoch, die Angreifer abzuwehren und die Kernburg zu halten. Llywelyn Bren begann daraufhin mit einer Belagerung der Burg, doch bereits im März entsetzte eine aus Cardiff kommende königliche Armee die Burg und Llywelyn Bren ergab sich am 18. März.

### Festung von Hugh le Despenser

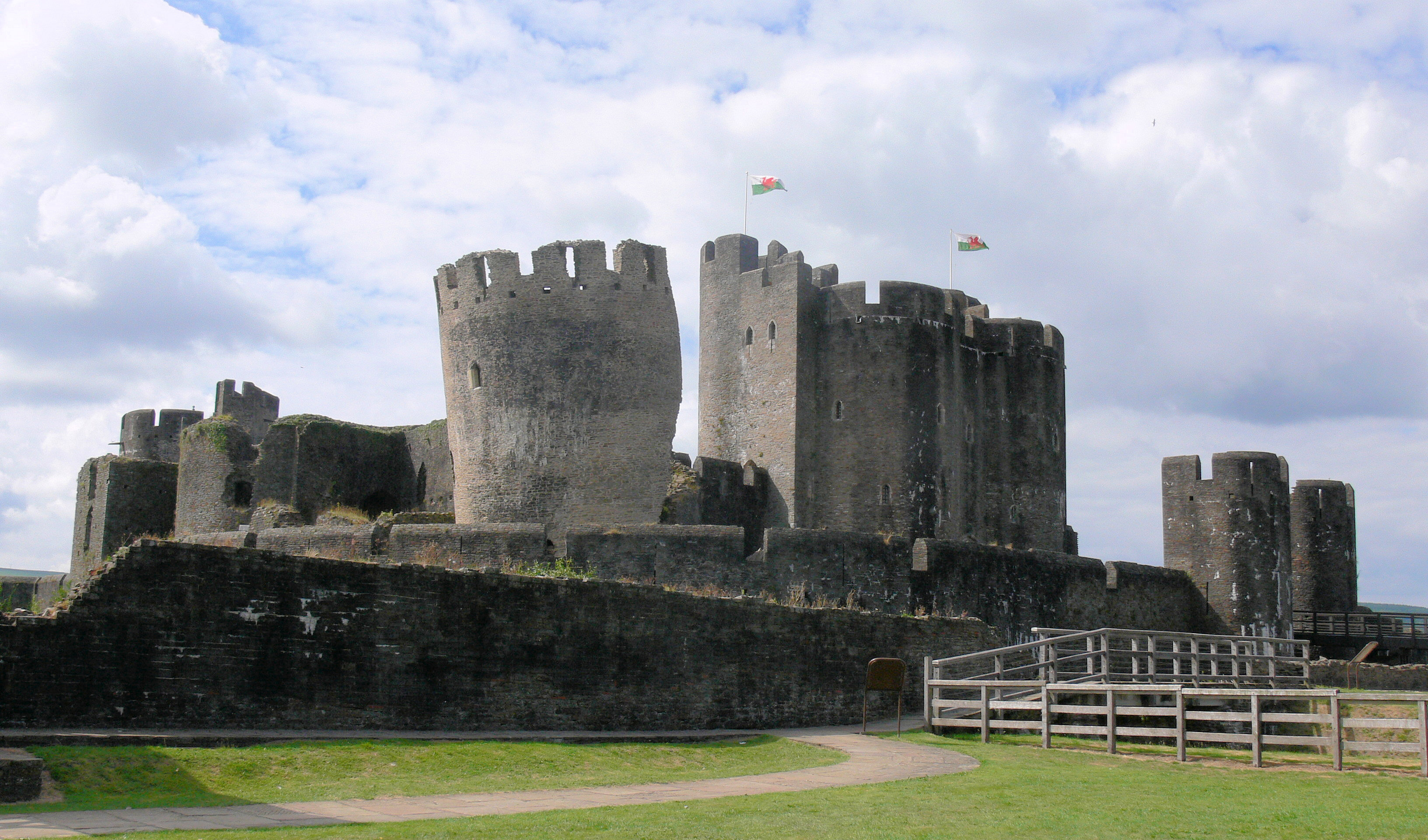
Der schräg stehende Südostturm

1317 fiel Glamorgan an Hugh le Despenser, der Eleanor de Clare, eine Schwester des 1314 gefallenen Gilbert de Clare geheiratet hatte. Die skrupellose Herrschaft Despensers und sein Einfluss auf König Eduard II. führten zu einer gemeinsamen Revolte der walisischen Bevölkerung und der englischen Marcher Lords im Mai 1321, dem sogenannten Despenser War, während der die Burg erobert wurde. Aufgrund der Revolte musste Despenser ins Exil flüchten, doch nach der Niederlage der Rebellen in der Schlacht bei Boroughbridge 1322 konnte er seine Position zurückerlangen. Die Burg wurde von Despenser wiederhergestellt, der bis 1326 auch den Palas ausbauen ließ.
Im September 1326 landeten jedoch Königin Isabella und ihr Günstling Roger Mortimer in England, um Eduard II. zu stürzen. Der König flüchtete zusammen mit Despenser nach Wales, wo sie Ende Oktober kurzzeitig Zuflucht in Caerphilly Castle suchten. Sie zogen eine starke Garnison in der Burg zusammen und ließen einen Teil des Kronschatzes sowie Despensers jungen Sohn Hugh in der Obhut von John Felton zurück, ehe sie weiter nach Westen flüchteten. Am 16. November wurden sie gefangen genommen und Despenser wurde am 26. November hingerichtet, während Eduard im Januar 1327 zur Abdankung gezwungen wurde. Die siegreichen Rebellen belagerten ab Dezember 1326 die Burg, doch Felton übergab die Burg erst im März 1327 an William la Zouche, den Befehlshaber der Belagerer, nachdem nicht nur ihm und der Besatzung, sondern auch dem jungen Sohn Despensers Begnadigung zugesichert worden war. Im Juni 1328 übergab la Zouche die Burg an Roger Mortimer. Glamorgan wurde am 22. April 1328 an Despensers Witwe, Eleanor de Clare zurückgegeben. Diese wurde jedoch Anfang 1329 von la Zouche entführt. Das Paar heiratete kurz darauf, ohne die für Kronvasallen erforderliche königliche Einwilligung einzuholen, und la Zouche beanspruchte Glamorgan für sich. Er belagerte von Februar bis April 1329 Caerphilly Castle, ehe er geschlagen und gefangen genommen wurde. Glamorgan fiel wieder unter königliche Verwaltung. La Zouche und seine Frau Eleanor kamen gegen Zahlung einer hohen Strafe frei, doch nach dem Sturz Roger Mortimers übertrug ihnen der König am 20. Januar 1331 Glamorgan. Nach dem Tod von Eleanor fielen Glamorgan und die Burg an den jungen Hugh le Despenser, der ebenfalls 1331 aus der Haft entlassen worden war. Sein Nachkomme Thomas le Despenser wurde 1400 wegen Rebellion gegen Heinrich IV. in Bristol hingerichtet, seine Witwe Constance of York, eine Tochter von Edmund of Langley, 1. Duke of York durfte Glamorgan und die Burg behalten. Ende 1400 brach die Rebellion von Owain Glyndŵr aus. Zwischen 1403 und 1405 wurde Glamorgan schwer umkämpft, doch ob die Burg dabei von den Rebellen belagert oder erobert wurde, gibt es keine Belege. Constances und Thomas Despensers Tochter Isabel heiratete in zweiter Ehe Richard de Beauchamp, 13. Earl of Warwick. Der Earl of Warwick ließ die Burg von 1428 bis 1429 erneut instand setzen.

### Verfall der Burg und Restaurierung im 20. Jahrhundert
Während der Rosenkriege spielte die Burg keine Rolle, und nach 1486 fiel sie an Jasper Tudor, der die Burg jedoch nicht nutzte. John Leland fand die Burg 1539 bis auf einen als Gefängnis genutzten Turm verlassen vor. 1583 wurde die Burg an die Familie Lewis verpachtet, die einen Teil der Steine zum Bau ihres 1 km östlich gelegenen Herrenhauses Van Mansion benutzte. Während des Bürgerkriegs wurde die Burg nicht besetzt, stattdessen wurde nordwestlich der Burg eine mit Erdwällen befestigte Redoute angelegt, doch ob die Erdbefestigung von den Royalisten oder den Parlamentstruppen errichtet wurde und ob sie umkämpft wurde, ist unklar. Nach dem Bürgerkrieg wurde die Burg 1649 durch Zerstörung der Ecktürme und der Außenfront des östlichen Torhauses geschleift, außerdem wurden die Seen durch teilweise Zerstörung der Dämme trockengelegt. Im 18. Jahrhundert waren an die Mauern und Dämme zahlreiche Häuser und Hütten gebaut worden. 1776 fiel die Ruine an den Earl of Bute. Der 3. Marquess of Bute ließ ab 1870 die nachmittelalterlichen Häuser abreißen und begann mit der Restaurierung der Wohnhalle. Im Gegensatz zu Castell Coch oder Cardiff Castle ließ er die Burg jedoch nicht im historisierenden Stil wieder aufbauen, sondern beschränkte sich auf Sicherungsmaßnahmen. Sein Sohn, der 4. Marquess of Bute ließ die Burg ab 1928 weiter restaurieren. Unter anderem wurden die im Bürgerkrieg zerstörten Ecktürme und das östliche Torhaus wiederaufgebaut, bis der Ausbruch des Zweiten Weltkriegs 1939 die Arbeiten stoppte. 1950 übergab der 5. Marquess of Bute die Ruine dem Staat. In den 1950er Jahren wurden die beiden Seen wieder aufgestaut. Heute wird die Ruine von Cadw verwaltet und ist zu besichtigen.

## Anlage

### Bauplatz
Die Burg wurde nicht auf älteren Vorgängerbauten erbaut, sondern von einem unbekannten Baumeister als völlig neue Anlage konzipiert. Obwohl die Burg in mehreren Phasen erbaut wurde, wurde durch die kurze Erbauungszeit der einheitliche Bauplan beibehalten. Bei der Wahl des Bauplatzes wurde Gilbert de Clare vermutlich von seinen Erfahrungen bei der Belagerung von Kenilworth Castle 1266 beeinflusst, dessen weite Wasserflächen den Einsatz von Belagerungsmaschinen erschwerten. De Clare ließ die beiden Bäche, die durch die Ebene nördlich des Caerphilly Mountain fließen, zu zwei Seen aufstauen.

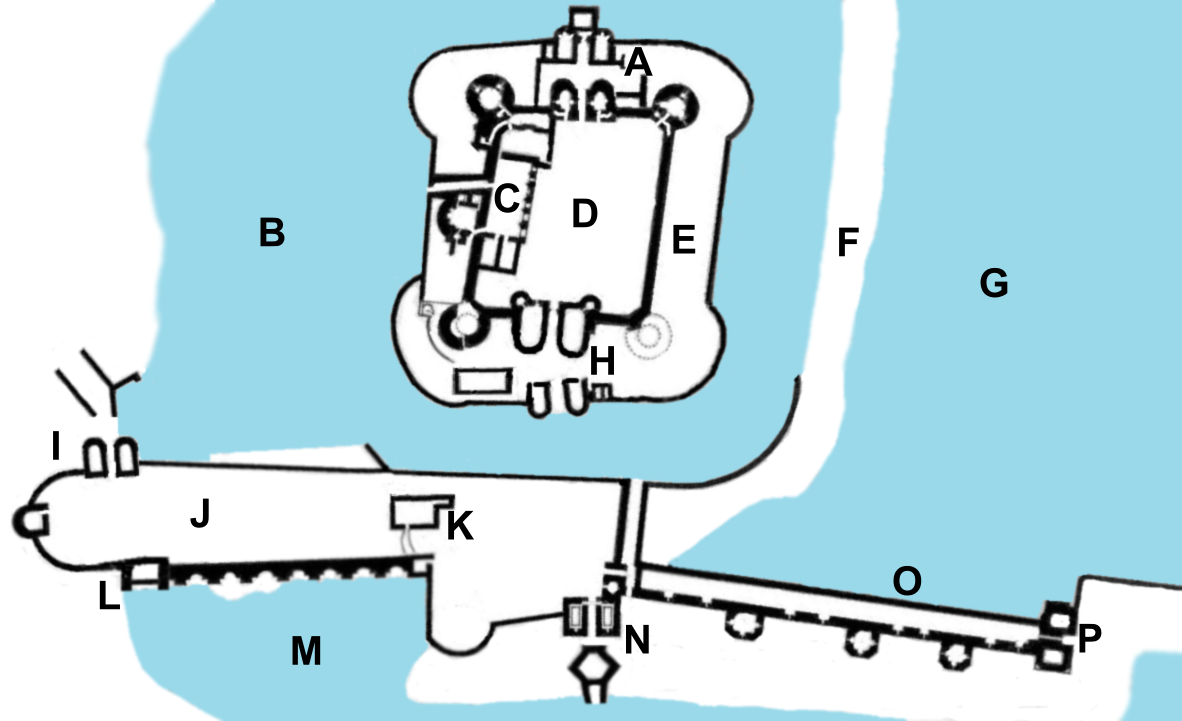
Plan der Anlage

### Seen und Vorwerke
Die beiden Seen umgeben die Kernburg im Norden und im Süden und waren für Angreifer fast unüberwindbar. Die Dämme, die die zwei Bäche aufstauen und über die die Zuwege führen, sind Meisterleistungen mittelalterlicher Ingenieurkunst. Der ältere, südliche Damm ist ein massiver, steinverkleideter Erddamm, das südliche Ende ist durch ein rechteckiges Torhaus mit Zugbrücke sowie zwei weiteren Türmen geschützt. In der Mitte des Damms liegen die Ruinen einer Wassermühle. Der schmalere nördliche Damm besitzt eine hohe Außenmauer nach Osten und ist durch drei Torhäuser gesichert. Durch den feuchten Untergrund sind diese jedoch durch Absenkungen beschädigt. Das äußere nördliche Torhaus war besonders stark befestigt. Auf der Ostseite wurden die beiden Dämme durch einen Wassergraben geschützt. An der Westseite der Burg liegt eine künstliche, 1,2 ha große, Hornwork genannte Insel. Die Insel ist von einer niedrigen steinernen Umfassungsmauer umgeben, die Nordwestseite wird durch zwei halbrunde Vorsprünge geschützt, die die Zugbrücke und den Zugang flankieren.
Nordwestlich der Burg liegt gegenüber Hornwork die heute von Bäumen bewachsene Redoute aus dem 17. Jahrhundert, sie befindet sich an der Stelle eines kleinen Auxiliarkastells aus der Römerzeit.

### Kernburg
Die Zuwege über die Dämme führen zum Hauptzugang an der Ostseite der Kernburg. Die rechteckige Kernburg ist von einer doppelten Ringmauer umgeben. Der doppelte Mauerring ist abgeleitet von den Burgen in Dover und im französischen Château Gaillard sowie von byzantinischen Festungen und den Kreuzfahrerburgen in Palästina. Durch die konzentrische Anlage konnten die Verteidiger flexibel zwischen den einzelnen Teilen der Burg wechseln. Die mit zahlreichen Schießscharten und Gusslöchern versehenen Türme und Torhäuser konnten separat verteidigt werden.
Der äußere Mauerring besteht aus einer niedrigen, zinnengekrönten Mauer mit großen halbrunden Bastionen an den Ecken sowie mit von Türmen flankierten Torhäusern an der Ost- und an der Westseite. Zwischen der äußeren und inneren Seite befinden sich an der Südseite einige Gebäude. In der Südostecke sind die Reste eines rechteckigen Gebäudes zu sehen, das als Proviantspeicher diente, dazu kamen Lagerräume und Unterkünfte für die Garnison. Ein kleines Tor in der südlichen Mauer führte direkt an den südlichen See. In kurzem Abstand hinter der äußeren Mauer erhebt sich die wesentlich stärkere und höhere innere Mauer, die mit mächtigen runden Ecktürmen und zwei großen Torhäusern im Osten und Westen versehen ist. Ein weiterer Turm, der halbrunde zweigeschossige Küchenturm, befindet sich in der Mitte der Südmauer. Das Haupttorhaus im Osten ist der höchste Bau der Burg, es diente gleichzeitig als Keep. Es besteht aus zwei mächtigen halbrunden Türmen, die im 19. Jahrhundert unter dem 4. Marquess of Bute restauriert wurden. Das strenge Gebäude ist karg eingerichtet und besitzt nur wenige und kleine Fenster. Im zweiten Geschoss befand sich vormals vermutlich die Wohnung des Constable. Im Gebäudeinneren befindet sich heute eine Ausstellung über die Geschichte und die Architektur der Burg.

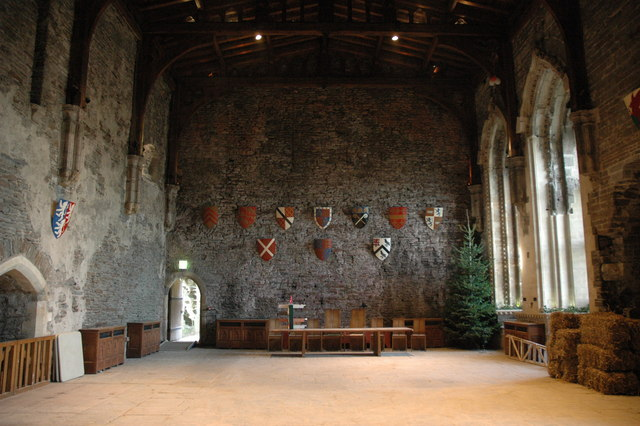
Die restaurierte Wohnhalle

Der Zugang im Westen erfolgt ebenfalls über ein durch zwei halbrunde Türme geschütztes erstes Torhaus, dahinter erhebt sich das durch zwei weitere halbrunde Türme geschützte, dreigeschossige innere Torhaus, das kleiner als das östliche Gegenstück ist. Im Inneren des Torhauses befanden sich neben den Wachräumen Wohnquartiere. Die vier Ecktürme des inneren Mauerrings sind unterschiedlich gut erhalten. Der Nordwestturm enthält eine Ausstellung zur Geschichte walisischer Burgen. Vom Nordostturm ist dagegen wenig erhalten. Der als Ruine erhaltene, 15 m hohe Südostturm steht 10 Grad nach außen geneigt. Ob diese Neigung durch Unterminierung oder durch Sprengung während des Bürgerkriegs im 17. Jahrhundert entstanden ist oder durch den feuchten Untergrund ist nicht genau geklärt.
An der Südseite des Innenhofs befand sich der Palas und die Gemächer der Burgherren. Die ebenerdige Halle wurde nach 1322 unter de Despenser umgebaut und prächtig ausgestattet. Gegen Ende des 19. Jahrhunderts wurde sie unter dem 3. Marquess of Bute restauriert. Östlich der Halle lag ein Vorratsraum und die Anrichte, darüber vielleicht die Kapelle. Westlich der Halle lagen die wohnlichen Räume der Burgherren.